# 朱表桻
永和靖惠王朱表桻（1480年—1518年10月12日），明朝永和荣怀王朱奇淯的第二子和嫡长子，继妃孔氏所生。

## 生平

### 袭封前
成化二十年（1484年）八月获赐名。
弘治元年（1488年）五月，朱奇淯去世。十月，朱表桻奏其父原配王妃邓氏寝园地狭不能合葬，请求另外为父选择葬地，其实是想让自己的生母继妃孔氏以后能和父王合葬。明孝宗不允。

### 袭封后
弘治四年（1491年），朱表桻袭封。因朱奇淯已被革去一半岁禄，朱表桻请求照旧支给，弘治五年（1492年）七月，孝宗下令同意，米钞各半。
弘治七年（1494年）七月，令庆成、永和二王府退出群牧二所，所属官军分为左右二所。
弘治九年（1496年）十一月，孝宗御奉天殿传诏，遣泰宁侯陈璇、安乡伯张恂、成安伯郭宁、怀柔伯施瓒、崇信伯费淮、清平伯吴琮、武平伯陈勋、兴安伯徐盛、刑部右侍郎屠勋、通政司左通政张璞持节充正使，尚宝司少卿孙琰、鸿胪寺左少卿岳镇、户科给事中赵士贤、兵科给事中周序、刑科给事中李浚、中书舍人马昙、户部郎中王琼、兵部员外郎李浩、刑部郎中张铨、工部郎中刘昂充副使，册封东城兵马副指挥安公海长女为永和王妃。
弘治十八年（1505年）二月，嫡长子被赐名朱知燠。
正德二年（1507年）八月，朱表桻奏原赐随侍官军最近改隶太原卫，请求取回仍听管束，仍如旧改作群牧所轮戍大同。事下兵部商议认为宗藩听随侍官军之谋往往坏事，且边方军伍很空虚，防守缺人，不可准许。明武宗下令允许朱表桻所请，但以后各王府不得援此为例。
正德三年（1508年）五月，管襄垣王府事镇国将军朱仕坯奏称因襄垣国被除国，襄垣王府宗室的迎接诏敕、庆贺万寿正旦等礼只能去同城的山阴王府进行，不仅不便，还会导致两家宗室不睦，请求按同城而处的庆成王、永和王的例子，让襄垣王府宗室仍然在本府行礼。礼部商议襄垣王府迎接诏敕仍然要去山阴王府，其余批准，武宗同意。
正德五年（1510年）五月，庆成王朱奇浈和朱表桻请求恢复侍卫官军，下兵部商议，认为二府典仗正校足够使用，不宜奏扰，请求追究辅导官不能谏阻请罪。武宗下诏给予正军百名改为校尉，但不得以为成例，辅导官免追究。
最初山西郡王以下禄米按例三分之二折为银两，其余给米。庆成、永和二王府取用很多米，交米的百姓为之所苦。刑部侍郎张纶等讯问二府狱情，归因上报，户部商议令二府禄米都折为银两，其余郡王及将军中尉仍旧。正德十一年（1516年）四月，准奏。

### 去世
正德十三年（1518年）九月，朱表桻薨，辍朝一日，赐祭葬如例，谥靖惠。葬汾陽羅城里。正德十四年（1519年）十二月，给永和王妃安氏养赡米每年百石。嘉靖元年（1522年），朱知燠袭封。

## 评价
- 《弇山堂别集》卷075：寬樂令終，柔質慈民。